# Aechmea iguana
Aechmea iguana là một loài thực vật có hoa trong họ Bromeliaceae. Loài này được Wittm. mô tả khoa học đầu tiên năm 1891.